# روبرت إم. كولمان
روبرت إم. كولمان هو سياسي أمريكي، ولد في 1799 في كنتاكي في الولايات المتحدة، وتوفي في 1 يوليو 1837 في نهر برازوس في الولايات المتحدة.